# Sjukhusarkitektur i Sverige
Sjukhusarkitektur i Sverige är arkitekturen av vårdinstitutioner inriktade på sjuk- och psykiatrisk vård i Sverige. Historiskt har synen på sjukvårdens metoder och syfte varierat vilket yttrat sig i olika sätt att planera och uppföra sjukhus. De första offentliga vårdinstitutionerna i Sverige var  spetälskehospitalen som uppkom vid början av 1200-talet efter att spetälskan kommit till Sverige under 1100-talet.

## Medeltiden

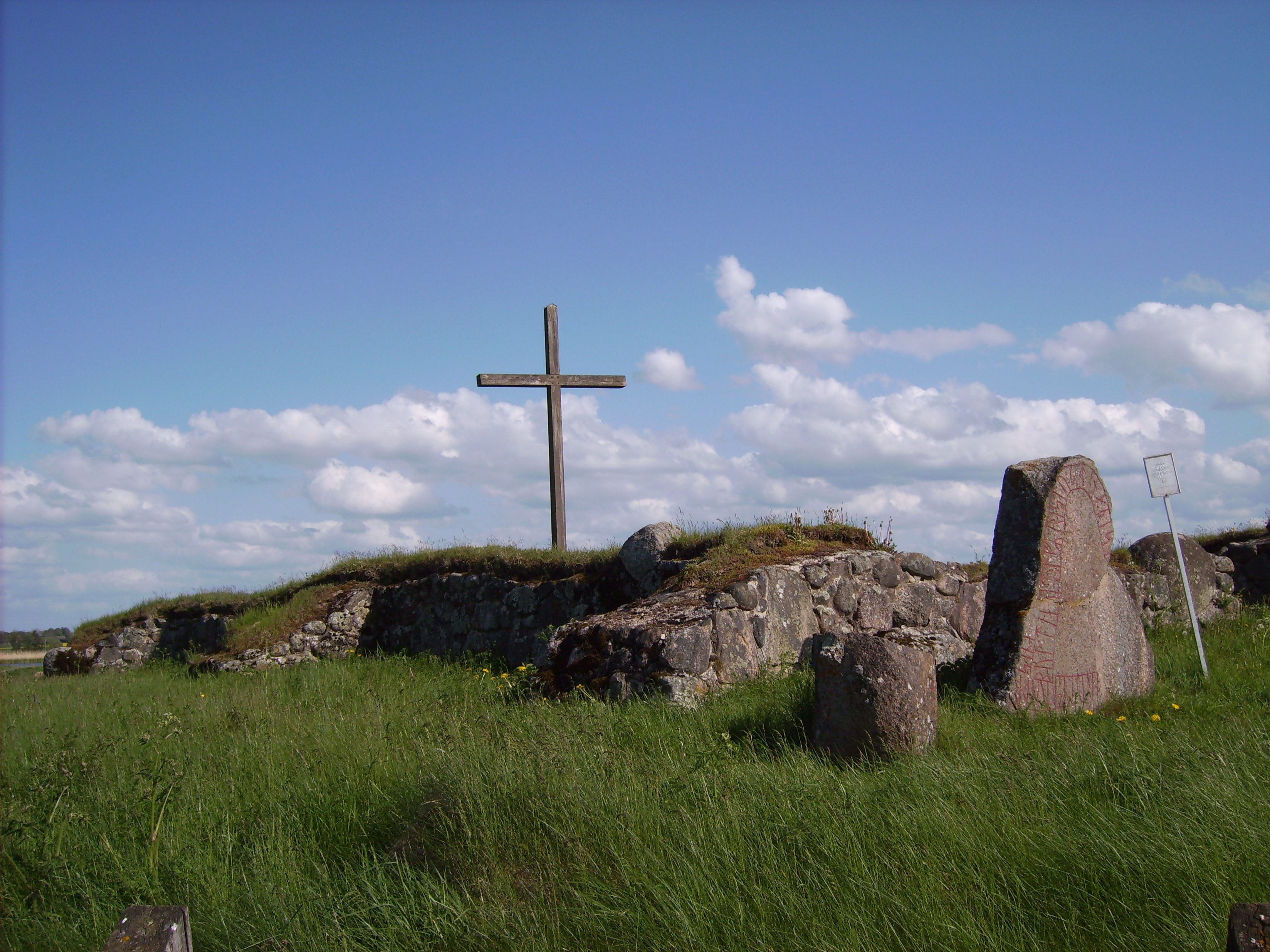
Ruin av Skänninge hospital, Sveriges äldsta kända sjukvårdsinstitution.

Under medeltiden åsyftade termen hospital dels helgeandshusen, vars primära funktion var vård av äldre, sjuka och fattiga, men också spetälskehospital. Lite är känt om hur spetälskehospitalen var utformade utöver att de ofta var belägna ett hundratal meter utanför staden och nära kyrklig bebyggelse med kapacitet för ett tiotal sjuka. Begravningsplatserna tillhörande kyrkan användes också för hospitalets behov. Under 1200-talet upprättades en rad spetälskehospital i Sverige efter det att det tredje laterankoncilietet år 1179 utfärdat ett dekret om att de spetälska fysiskt och andligt skulle avskiljas från samhället. Att spetälskehospitalen placerades utanför städerna berodde alltså dels på sjukdomens smittsamma karaktär, men också på att de drabbade ansågs vara döda för världen. Det äldsta hospitalet i Sverige är hospitalskyrkan i Skänninge som först omnämns 1208 och tros ha grundats av Magnus Minnessköld. Hospitalet var uppfört som en självförsörjande bondgård med ekonomibyggnader och kapell. Ett av de äldre och mer välkända spetälskehospitalen i Norden är Sankt Jörgens hospital som från 1100-talets mitt fram till 1587, då det lades samman med hospitalet i Lund, befann sig i Sankt Jörgens park. Till skillnad från spetälskehospitalen var helgeandshusen i regel anlagda inne i städerna vid kyrklig bebyggelse.

## Vasatiden
I och med reformationen i Sverige började kyrkans makt att råda över sin egendom gradvis begränsas. Som följd av reformationen avvecklades helgeandshusen tillsammans med ett fåtal kloster som verkade som sjukstugor. Parallellt med att vissa sjukvårdinstitutioner började avvecklas inleddes sakta en sammanslagning för att minimera sjukvårdens omkostnader. 1527 placerades de sex välgörenhetsanstalterna som vid tillfället fanns i Stockholm - S:T Göransgården, Själagården, Helgeandshuset, sjukstugan vid Munkbron och fredags- och söndagsallmosorna- under gemensam förvaltning. 4 år senare slutfördes sammanslagningen när gemensamma lokaler inrättades i det ödelagda Gråbrödaklostret på Riddarholmen. Genom sammanslagningar av hospital grundades under 1500-talet ett antal kronohospital som erbjöd statligt finansierad sjukvård. Bland de största av dessa tillhörde Danvikens hospital i Stockholm och Vadstena hospital i Östergötland. På 1540-talet sekulariserades de kyrkliga institutionerna fullständigt, vilket innebar att staten övertog befälet av hospitalen. Fram till 1700-talets mitt förblev hospitalen lokalt styrda av olika kommunala befattningshavare då staten inte företräddes av en central myndighet. Precis som under medeltiden var det ovanligt att man vände sig till en arkitekt vid nybyggnation av hospital då dessa i stort sett var identiska med vanliga bostadshus.

### Danvikens hospital
Danvikens hospital tillkom efter att Gustav Vasa beordrat Stockholms borgare att flytta Stockholms hospital till Danviken. Hospitalsledningen lät uppföra en liten träkyrka och två närliggande hus med sjuksalar, varifrån de sjuka kunde höra predikningar från kyrkan vilket var tänkt att kunna bota dem. Den närbelägna Danviks kvarn som Gustav Vasa lät bygga 1540 kom att bli en god inkomstkälla för hospitalet.

### Vadstena hospital
1519 inrättades en hospitalinstitution i Vadstena efter att stockholmsborgaren Mårten Nilsson Skinnare erhållit tre tomter i det område som kallades "laglösaköping", ett område öster om klosteranläggningen vid Lastköpingsgatan, utanför stadens klostermur. Mårten Nilsson Skinnare lät på platsen uppföra ett antal hospitalbyggnader, bland annat Mårten Skinnares hus. Vadstena hospital grundades 1532 efter sammanslagningen av Mårten Skinnares stiftelse och stadens helgeandshus, en timmerbyggnad med ett rum och kappellutbyggnad, och kom att bli en av Sveriges viktigaste vårdinrättningar.

## 1700-tal
Från att tidigare ha varit finansierade av donationer började staten, kommuner och landsting under 1700-talet i större utsträckning överta kontrollen av Sveriges vårdinstitutioner. Efter det att Serafimerlasarettet inrättats i Stockholm byggdes allt fler sjukhus över hela Sverige. Till skillnad från de tidigare hospitalen begränsades inte verksamheten i lasaretten till livsuppehållande vård och man började sträva efter att förbättra patienternas tillstånd. Sjukdomsspridning i sjukhusen utgjorde ett stort hinder för vårdens framfart och det var inte ovanligt att operation i hemmet föredrogs framför i sjukhuset på grund av smittorisken. Under denna period var lite känt om vad som orsakade sjukdomar och hur de spred sig vilket orsakade brister i bekämpning av sjukdomarna. Senare kom sjukhusen att byggas utifrån paviljongssystemet efter observationen att sjukdomar framförallt spreds i äldre och större sjukhus.

### Serafimerlasarettet

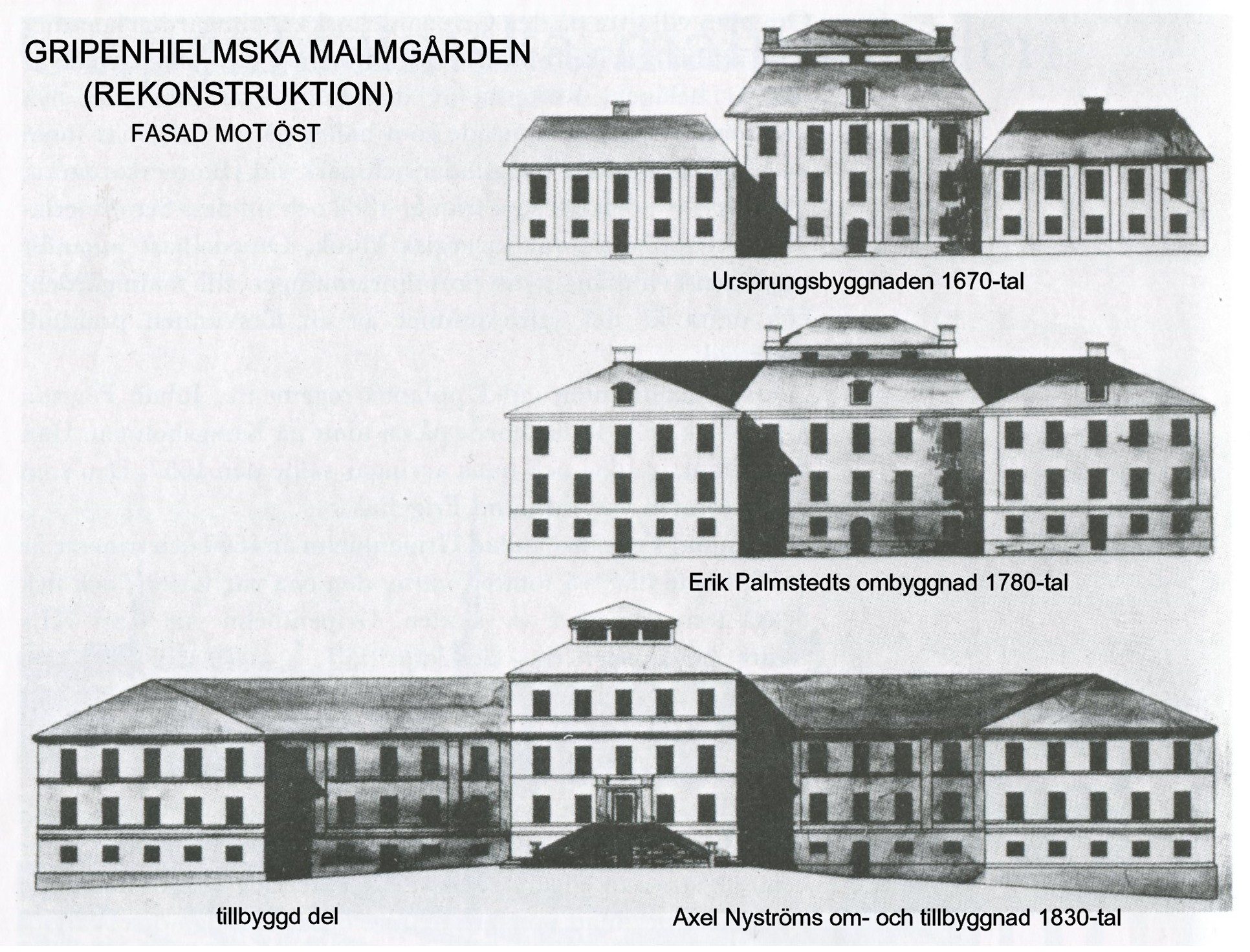
Byggnadens utveckling från malmgård till Serafimerlasarettet.

Sveriges första moderna sjukhus, Serafimerlasarettet, invigdes den 30 oktober 1752 i Gripenhielmska malmgården på Kungsholmen. Inledningsvis rymde lasarettet endast åtta platser men kom 1755 att öka sin kapacitet till 36 platser varefter fortsatt expansion följde. Vid 1700-talets slut hade Serafimerlasarettet växt till en förhållandevis stor institution. Det tilltänkta syftet med lasarettet var att behovet av en utbildningsanstalt i praktisk medicin skulle tillgodoses och samtidigt verka som ett vårdhem för fattiga sjuka. Mellan 1785 och 1788 genomförde Erik Palmstedt en ombyggnation av lasarettet. Malmgårdens tidigare smala tvåvåniga flyglar förtjockades vilket gav byggnaden en samlad yttre skepnad tillsammans med Malmgårdens kraftiga, trevåniga mittparti. Rummen i lasarettets entrévåning var grupperade längs en mittkorridor och patienterna delades in i byggnadens södra och norra flygel beroende på karaktären av deras sjukdom. Patienterna med invärtes sjukdom gavs plats i den södra flygeln medan de med utvärtes sjukdom placerades i den norra. Norra flygelns bottenvåning huserade en isolerad avdelning med 28 sängplatser vari patienter med könssjukdomar placerades. I övrigt fanns fanns det så kallade "tillfriskningsrum" där sjuka på bättringsväg gavs plats att återhämta sig och så kallade "reserve-rum" där patienter vars tillstånd innebar exempelvis stank placerades. Till minne av Gustaf III:s lyckligt botade frakturer, efter att han trillat av en häst, fanns det dessutom två rum för patienter med arm- och benbrott. De större sjukrummen rymde mellan sju och åtta bäddar och från dessa kunde patienterna kalla på sjukvakterskorna, som bodde i smårum intill entrén, genom att dra i en klocksträng. Sjukhusets stadgar fastställde att det i varje rum skulle finnas en viss utrustning och att det inte fick ligga mer än en person i varje säng.

## 1800-tal
Trots förbättrad hygienisk standard var sjukhusen långt in på 1800-talet fortfarande en plats man ogärna vistades på och den medicinska vetenskapen överlag möttes av många med skepsis. Bortsett från att vården i sig var förlegad, åderlåtning praktiserades ofta och det vanligaste kirurgiska ingreppet var amputation, var dessutom dödligheten högre på sjukhus än i hemmiljöer. Mot bakgrund av detta blev frågan om hur sjukhuset och dess omgivande miljö skulle utformas för att minska smittspridning högaktuell. Blodförgiftning var den största orsaken bakom sjukhusens höga dödlighet. Då blodförgiftning utifrån tidens rådande teori om infektioner sågs som en sjukdom orsakad av oren luft som förmodades komma från de sjuka patienterna, även kallad miasma, blev ventilationen högt prioriterad. Sjukhusen skulle vara högt belägna med rymlig och gles planlösning. Lasarettens generaldirektör C J Ekström menade specifikt att varje sängplats borde ha ungefär 15 kubikmeter fritt luftutrymme omkring sig. Ett krav som realiserades i bland annat Akademiska sjukhuset i Uppsala, uppfört 1867. Planlösningen på de nybyggda sjukhusen strukturerades antingen utefter paviljongssystemet eller korridorsystemet. De sjukhus som strukturerades efter korridorsystemet kunde variera i storlek och var sammanhängande byggnader med mindre sjuksalar förlagda längs en sidokorridor.

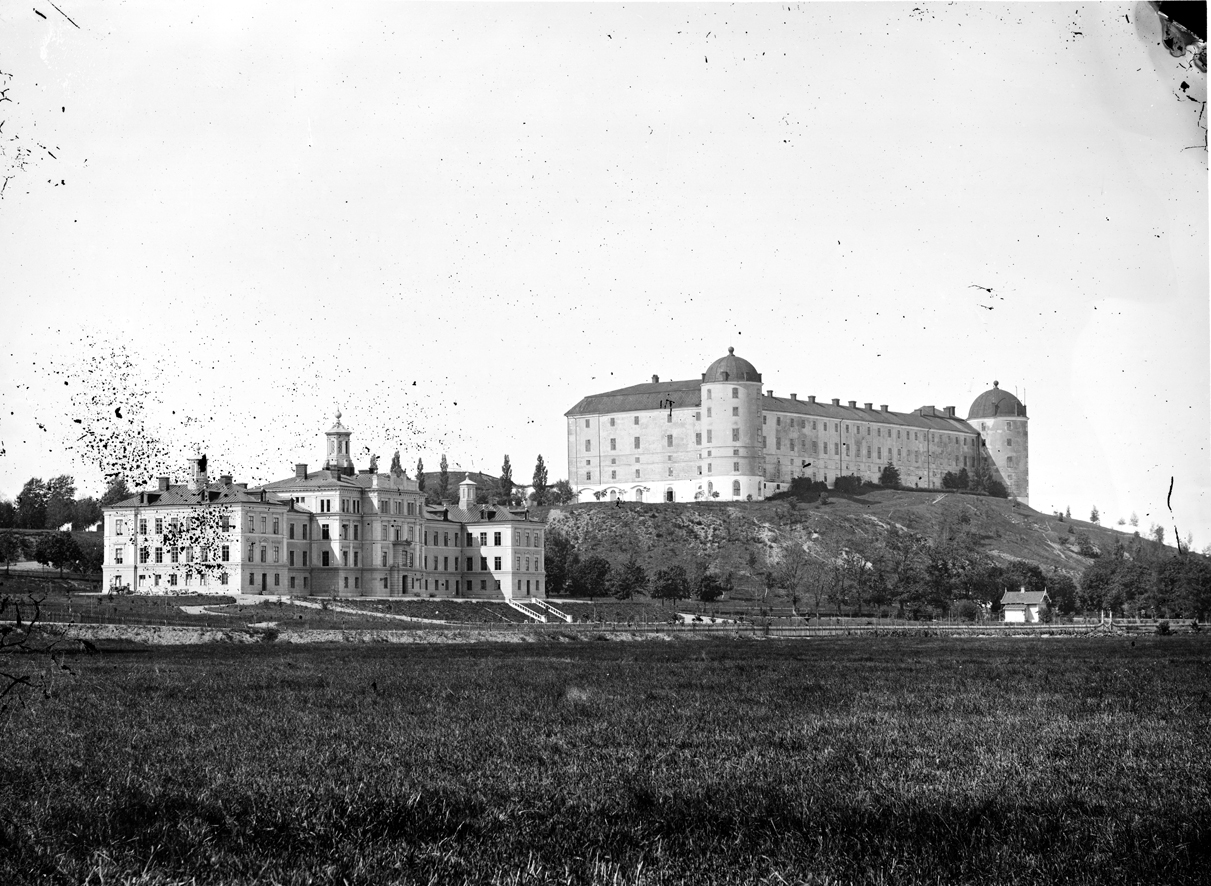
Akademiska sjukhuset i Uppsala (till vänster) tillsammans med Uppsala slott.

1823 bestämde riksdagen att den äldre hospitalfattigvården skulle avvecklas och att de mindre hospitalen skulle sammanlänkas i större centralhospital för att förbättra sjukvården. 20 år senare kvarstod av de 11 tidigare hospitalen hospitalen i Uppsala, Vadstena, Malmö, Härnösand, Göteborg, Växjö, Nyköping och Visby. Danviks hospital bedrev trots regeringens beslut fortsatt hospitalfattigvård på grund av den unika självständiga ställning som hospitalet hade gentemot staten. Trots reformen var antalet vårdplatser för sinnessjuka fortsatt få. År 1850 fanns det totalt 1000 vårdplatser varav 900 var förlagda hos centralhospitalen. Samtidigt byggdes det lite nytt med undantag av nya hospitalhus vid Ulleråker och Härnösand uppförda under 1800-talets första hälft. Arkitektoniskt var de båda nyuppförda hospitalshusen simpla byggnader med mittkorridor i centrum och oansenliga fasader. Hospitalhuset i Uppsala uppfördes i tegel med putsfasad, vilket var brukligt när kronan ansvarade för byggnationen, medan huset i Härnösand särskiljer sig som ett timmerhus med panel, ritad av Axel Nyström. 

### Kännetecknande drag
Trots att sjukhusen uppförda under 1800-talet alla hade staten som gemensam byggherre präglades sjukhusarkitekturen under denna period av olikartade stilar, vilket kan jämföras med exempelvis fångvårdsarkitekturen som under samma period var mer enhetlig. 

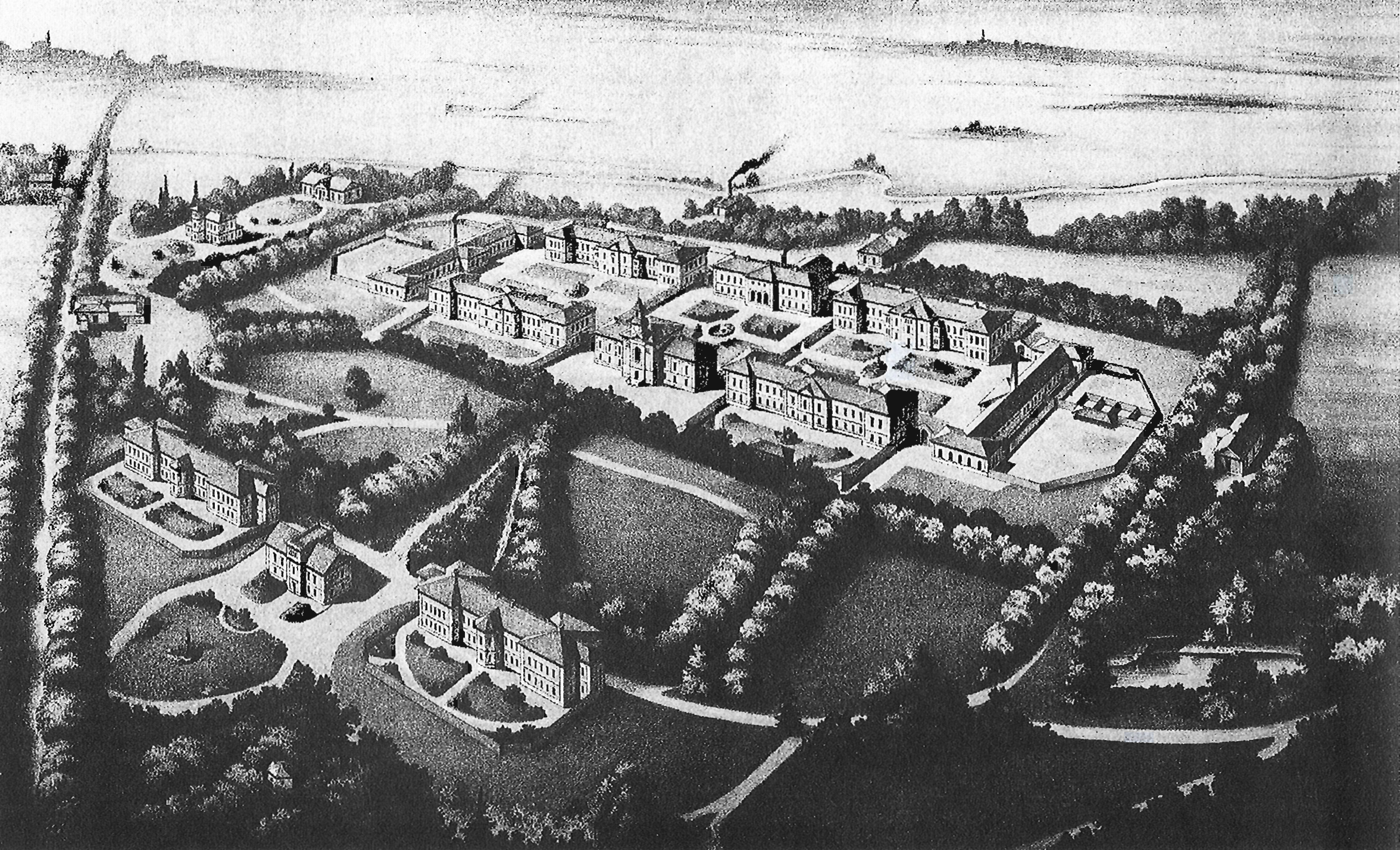
Lunds Hospital 1884.

Att olika arkitekter anställdes för byggandet av olika sjukhus är en orsak till detta, men inte ens efter att Serafimerordensgillet från 1874 hade en fast anställd arkitekt huvudansvarig för sjukhusen uppstod någon typiserad sjukhusarkitektur. Det var dock vanligt att avdelningarna på sjukhusen strukturerades efter horisontalsystemet, vilket innebar att varje avdelning hade sina lokaler i ett plan. Detta kunde till exempel innebära att varje avdelning hade en egen matsal. I motsats till horisontalsystemet stod det mindre vanliga vertikalsystemet där varje avdelning istället utformades i höjdled, matsalen var förlagd i en våning. 
Hospitalen i Lund, Göteborg och Piteå, tillsammans med asylerna i Lund och Uppsala utformades alla efter vertikalsystemet för att minska personalbehovet vilket dock försvårade kommunikationerna inom avdelningarna. Med undantag av hospitalen i Lund och Kristinehamn och asylerna i Lund och Uppsala byggdes större delen av nybyggena som komplex sammanlänkade av smala korridorlängor. Dessa sjukhus var i regel utbredda och öppna mot omgivningen förutom hospitalet i Piteå byggt 1886 som en kvadrat kring en innesluten gård. Hospitalen i Lund och Kristinehamn tillsammans med asylerna i Lund och Uppsala delades istället upp i flera paviljonger i sluten gruppering med varje byggnad vänd mot en inre gård. Gemensamt för samtliga nybyggen var deras symmetriska situationsplan där män och kvinnor särskiljdes i olika avdelningar på vardera sida om mittdelen, där den administrativa och ekonomiska delen låg. Samtliga hospital hade dessutom en kyrksal i administrationsbyggnaden som särskiljde sig från resten av byggnaden med dess väldiga fönster och taklanternin. I de ofta storslagna parkerna som omgav sjukhusen sysselsattes patienterna med trädgårdsarbete eller promenader samtidigt som naturen ingöt lugn och stillhet. I Lunds hospital planterades det totalt sett 37 000 plantor kort efter det att sjukhuset upprättats. Det fanns också köksträdgårdar med odlingar för livsmedelsförsörjningen tillsammans med ladugård, svinhus, hönsgård, verkstäder, köksbyggnader och vattentorn. Hospitalsområdet var inneslutet av ett staket och för att få lämna var man tvungen att få tillstånd av sjukhusets överläkare. I utkanten av hospitalområdet vid Lunds hospital fanns det en kyrkogård där avlidna patienter som inte hämtades av anhöriga begravdes.

### Framväxten av psykiatrisk vård

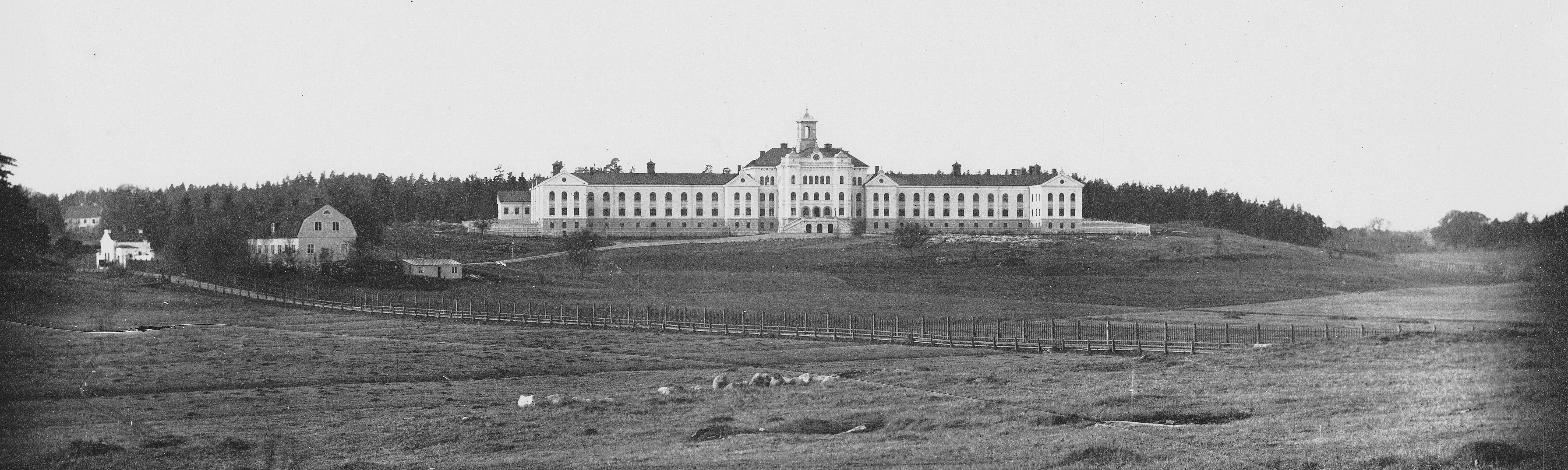
Konradsberg, 1860-tal

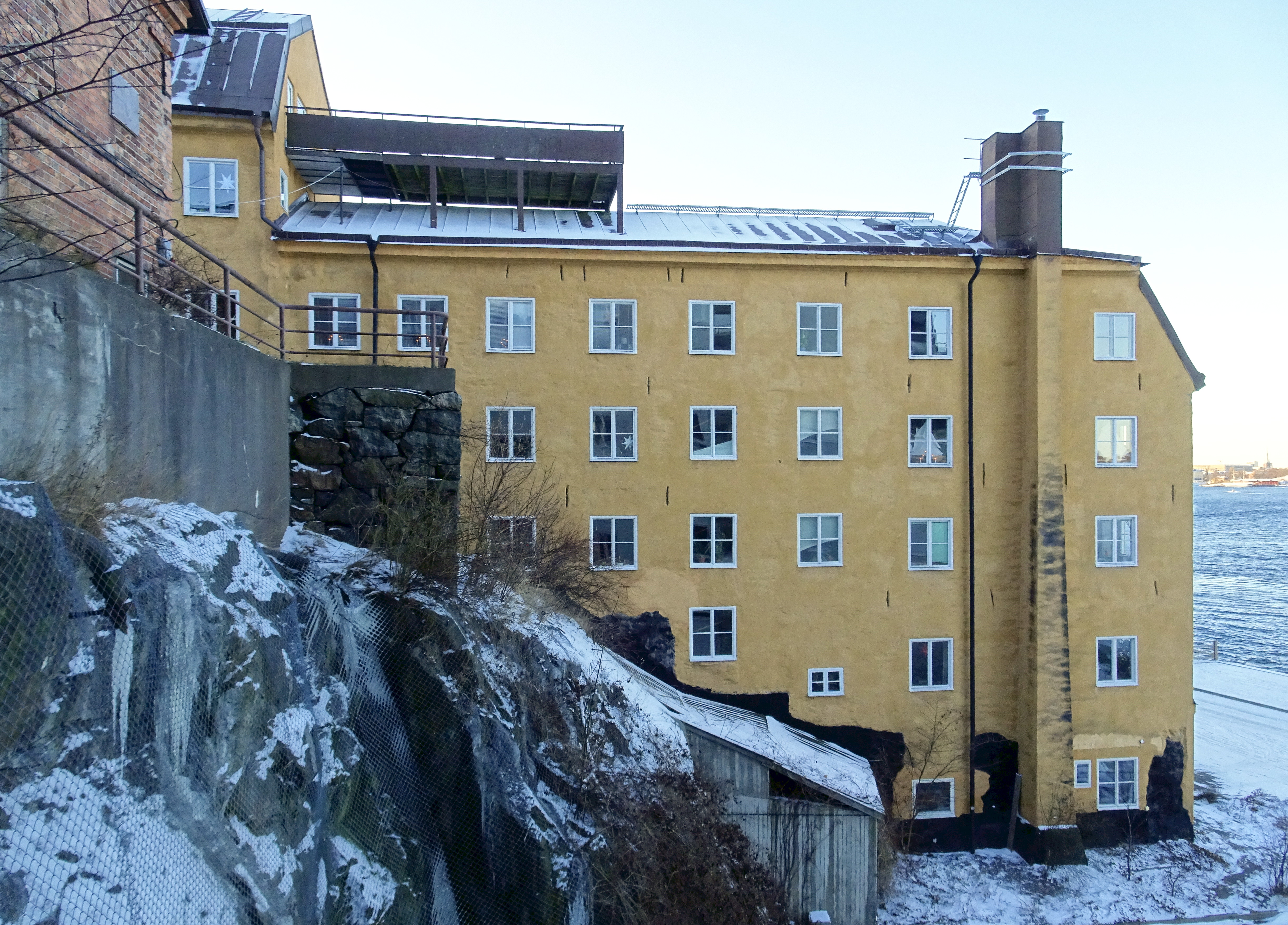
Danviks dårhus, numera bostadshus.

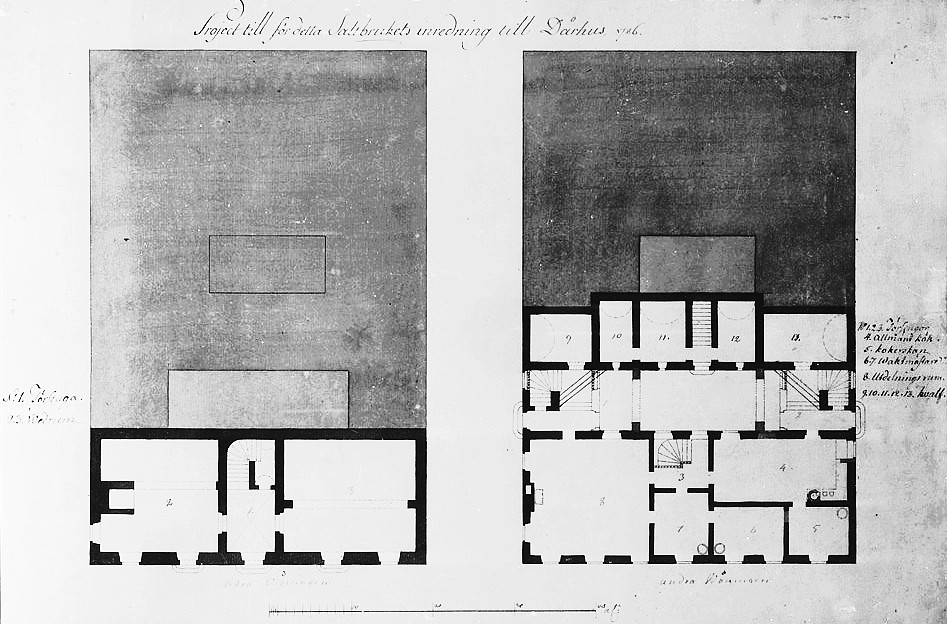
Planritning över Danviks dårhus från 1786.

Vid början av 1800-talet kom vård av sinnessjuka, tidigare kallade för 'dårar', att bli allt mer prioriterad inom den svenska sjukvården. Från att tidigare ha internerats på hospital där syftet varit att undanhålla de sinnessjuka från allmänheten började man nu upprätta kuranstalter, i vilka man eftersträvade att behandla patienterna och bota deras psykiska tillstånd. Det humanistiska synskiftet på vård av sinnessjuka som kännetecknar större delen av 1800-talet kom från Frankrike där läkaren Philippe Pinel vid sjukhusen Hôpital Bicêtre och La Salpêtrière under franska revolutionen bedrev en mer human vård av psykiskt sjuka genom avskaffandet av tortyr, fastkedjning och tvång. Redan 1788 uppstod Danviks dårhus som en filial till Danviks hospital, efter att ett saltmagasin byggts om för att tjäna sitt nya syfte.

#### Danviks dårhus och Konradsbergs sjukhus
Mest säreget för Danviks dårhus var det bergiga och sluttande läget vid dess västra sidofasad. Planlösningen var dessutom inte lämpligt anpassad efter institutionens syfte, med två trånga gårdar, låg takhöjd, trånga trappor och komplexa inre kommunikationer. Därtill var läget skuggigt och ventilationen mycket bristfällig. Mot bakgrund av detta och svårheten i att renovera Danviks dårhus på grund av dess läge förflyttades patienterna på Danvik 1861 till en nybyggnad för Stockholms hospital vid Konradsberg på Kungsholmen ritad av Albert Törnqvist. Konradsberg skiljde sig avsevärt från Danviks dårhus med dess slottsliknande stil och, vid tiden, lantliga läge. Huvudfasaden är 140 meter bred och sammansatt av ett flertal smalare längor, varje länga mellan 11 och 12 meter bred. Unikt för tiden var också Konradsbergs sidokorridorer som bidrog till institutionens höga hygieniska standard. Byggnadens anläggning för centraluppvärmning och ventilation, installerade av Jean Bolinder efter ett franskt system, var också unika för Konradsberg för tiden. Samtidigt var samtliga rum och korridorer utformade på så vis att kakelugnar kunde installeras vid behov, mot bakgrund av bristen på erfarenhet av centraluppvärmning. Arkitektoniskt är byggnadens symmetriska plan ett exempel på den klassiska arkitektur som var vanlig i Sverige under 1800-talet. Den symmetriska planen innebar också att det blev enklare att dela upp sjukhuset i en manlig respektive kvinnlig avdelning. Mittaxeln av byggnaden rymde entré, vestibul, expedition, mottagning, kyrksal, ekonomiavdelning samt överläkarens bostad vilken utgjordes av åtta rum och kök på tredje våningen. På vardera sida om mellersta delen inrymdes den kvinnliga respektive manliga delen. Båda avdelningarna hade förstaklassavdelningen närmast mitten efterföljd av avdelningen för så kallade "lugna" patienter i flyglarnas östra del och ytterst i huvudlängorna. Resterande del av flyglarna rymde platser för "oroliga" patienter. Ytterst i respektive avdelning gavs plats åt de så kallade "våldsamma och osnygga" i en envånig cellavdelning. Frånsett dess många fönster och slanka flyglar som visade på viss hygienisk ambition framgick inte byggnadens praktiska syfte på dess exteriör. I kontrast till Danviks dårhus märktes tidens tilltagande humanistiska syn på sjukhusväsendet tydligt i Konradsbergs sjukhus. En syn som uttryckts bland annat i Carl Ståls utkast till lärobok i byggnadskonsten utgiven 1834 i ett stycke om sjukhusbyggnader:  
| ”                                                  | Man måste betänka, att en sådan byggnad är bestämd till lättnad för den lidande menskligheten, ett ändamål af största och ädlaste intresse. Man måste bemöda sig att gifwa byggnaden all den wärdighet, all den beqwämlighet, som den kan erhålla, på det fruktan för ett större elände än sjelfwa plågorna, icke måtte afskräcka de olycklige, som behofwet twingar att här söka sin tillflygt. | „ |
| – Carl Stål, Utkast till lärobok i byggnadskonsten | |   |

### Paviljongssystemet

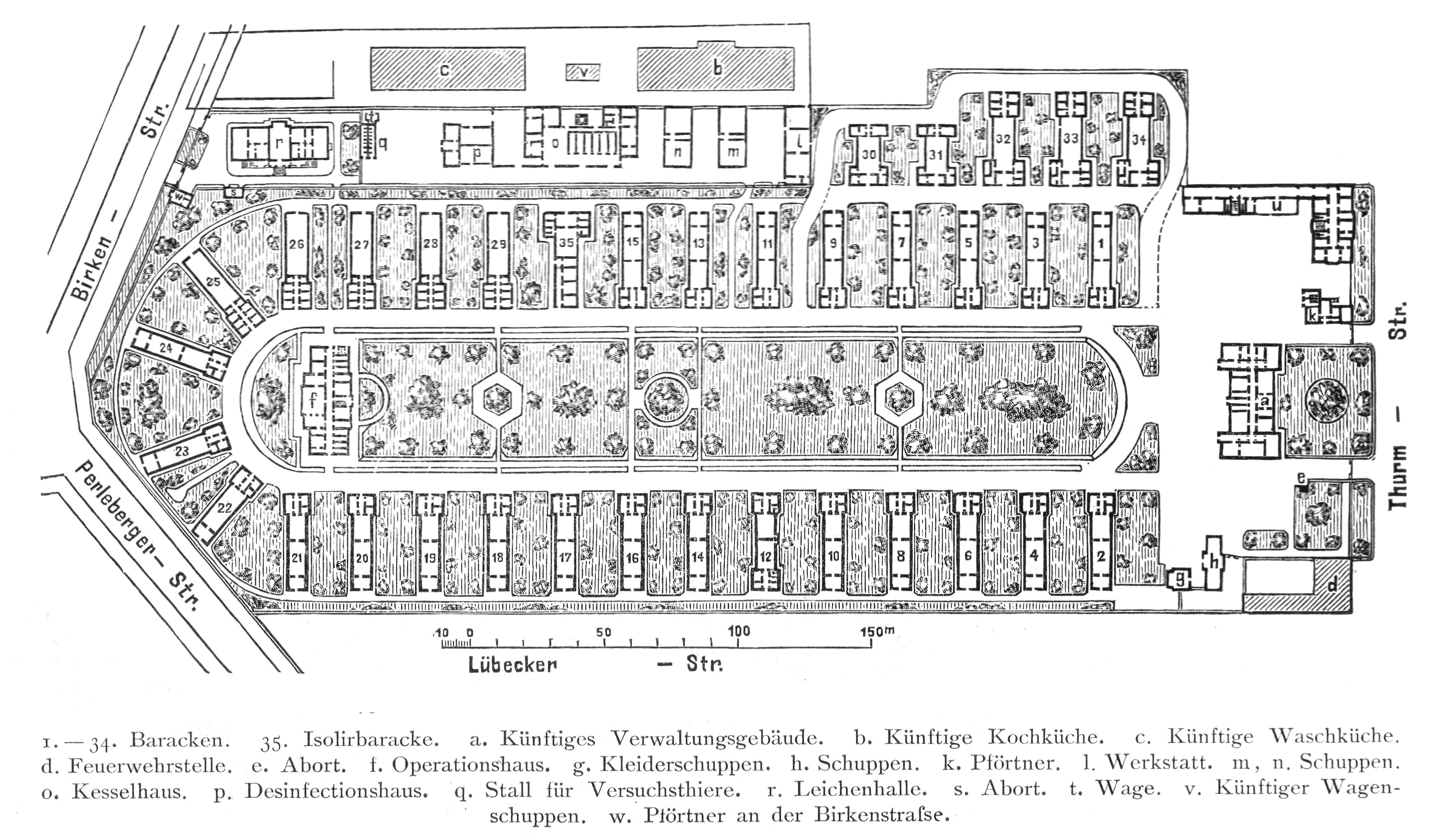
Planlösning av Krankenhaus Moabit i Berlin, ett typexempel på paviljongsystemet som växte fram på 1800-talet.

Paviljongssystemet växte fram på 1850-talet utefter de observationer Florence Nightingale gjort under krimkriget och realiserades bland annat i form av byggnationen av St Thomas' hospital i London. Designen spred sig snabbt över Europa och för svensk del kom sjukhus som Krankenhaus Moabit i Berlin, såväl som Hôpital Lariboisière i Paris att bli föregångsexempel. Fundamentalt för paviljongsdesignen var de fristående och långsmala paviljongsbyggnaderna som förbands genom gångar. Varje paviljong rymde ett stort sjukrum i varje plan där bäddarna placerades i rader med ändarna mot byggnadens långsidor. Paviljongssystemet tillämpades framförallt på sjukhus med uppemot totalt hundra platser fördelade på de stora sjukrummen som rymde ett tiotal patienter vardera, vilka det fanns få av i Sverige. Istället för att gruppera rummen längs en mittkorridor som tidigare lät man paviljongerna löpa längs en sidokorridor. Paviljongernas smala form innebar att dagsljuset lätt spred sig över hela sjuksalen och ventilation kunde enkelt ordnas genom vädring.

## 1900-tal
Som följd av stigande driftkostnader för Sveriges sjukhus kom sjukhusen under det tidiga 1900-talet att i högre grad än tidigare utformas för att göra sjukhusdriften ekonomiskt hållbar. I New York hade man under 20-talet börjat bygga sjukhusen som skyskrapor, en mer koncentrerad form än tidigare, där markytan var begränsad och tomtpriserna mycket höga. De ekonomiska svårigheter som följde i Europa efter första världskriget  bidrog till att paviljongssystemet blev inaktuellt till förmån för det mer koncentrerade blocksystemet från USA. 1930 presenterades planer på att bygga vad som kom att bli Södersjukhuset på Södermalm i Stockholm, i vilka blocksystemet tydligt präglat utformningen. Då Södersjukhuset 1944 stod färdigt var det en högrest funktionalistisk byggnad med all funktionalitet samlad i ett stort komplex uppdelat i två parallella block. Sjukhusen i Sverige från 1900-talets början särskiljer sig från de uppförda innan sekelskiftet efter paviljongsystemet med sina höga huskroppar, invecklade planlösningar och mittkorridorer. De hygieniska krav som ställdes på sjukhusen under 1800-talet sågs som inaktuella och överdrivna samtidigt som hissens genomslag i Sverige under 1880-talet innebar att man enkelt kunde transportera patienter och personal i de höga byggnaderna. Över tid övergick de komplicerade planlösningarna till enklare sådana. Lasarettet i Kalmar som invigdes 1937 har en simpel T-formad planlösning där behandlingsbyggnad särskiljs från sängbyggnad och delar inslag av funktionalismen som under 20-talets mitt populariserades i Sverige genom dess simpla och kostnadseffektiva utformning även om byggnadens röda tegelfasad avviker från traditionell funktionalism. Totalt sett ökade antalet patienter i de olika vårdinstituten avsevärt under 1900-talet, något som dels kan förklaras med den stora befolkningsökningen, men också  av vårdinstitutionernas omfattande utbyggnad.

### Framträdande arkitekter

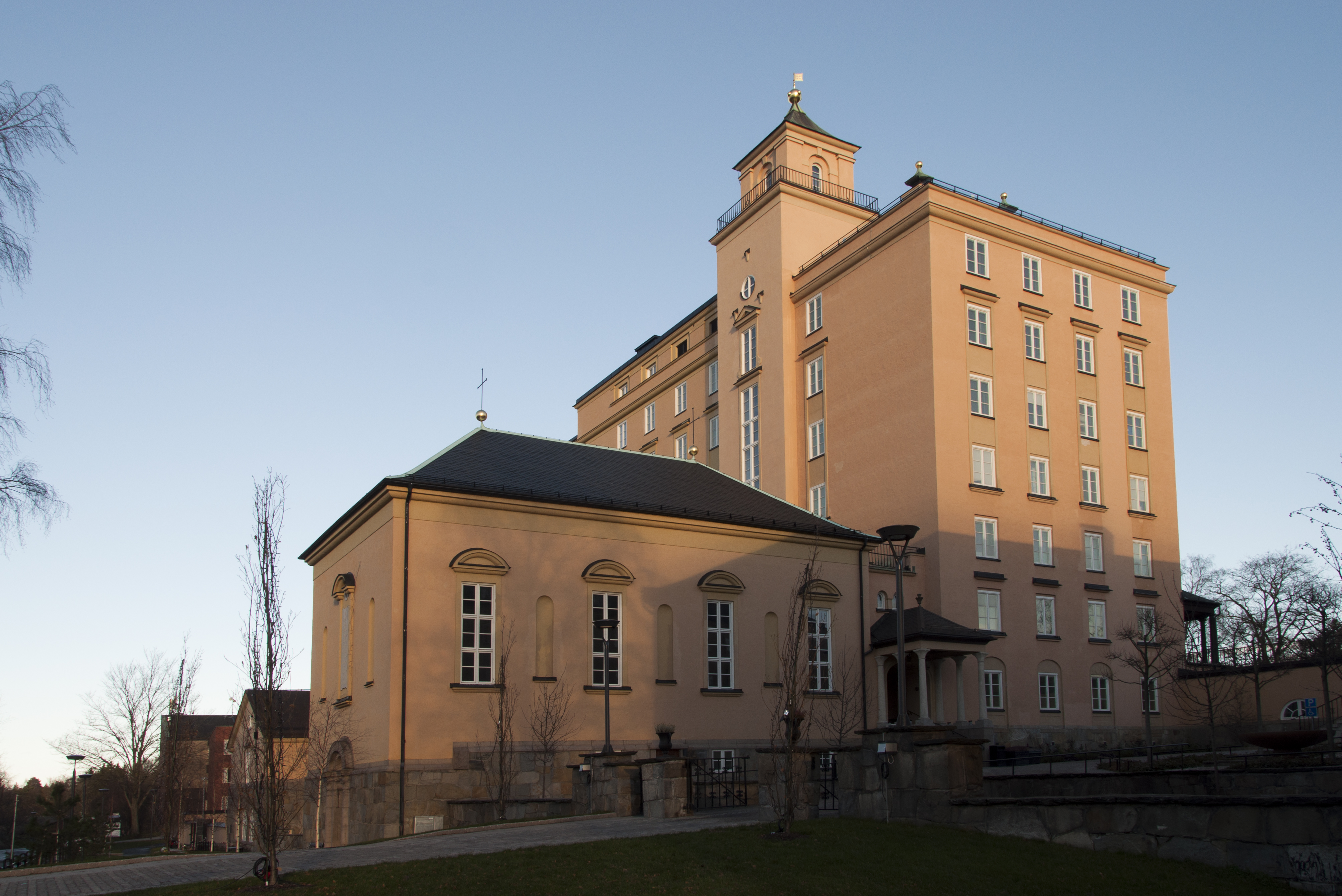
Röda korsets sjukhus, idag KTH-Huset, ritat av Carl Westman och invigt 1927.

Carl Westman och Axel Kumlien, båda två arkitekter för Medicinalstyrelsen i olika perioder, anses vara bland de mest tongivande arkitekterna för sjukhusarkitekturen under 1900-talets första hälft. Som arkitekt för medicinalstyrelsen ritade Axel Kumlien mellan 1872 och 1910  i genomsnitt ett sjukhus per år och mer än hälften av de vårdplatser som tillkom mellan 1880 och 1910 fanns i sjukhus ritade av Kumlien. Bland de sjukhus byggda av Kumlien under 1900-talet finner vi bland andra Visby lasarett, sinnessjukhuset i Säter och Västerviks hospital. De två sistnämnda byggnaderna är mycket snarlika och sticker ut med sina fasader i jugendstil. 1916 blev Carl Westman Medicinalstyrlesens arkitekt, ett ämbete som han behöll under resten av sin karriär. Westman inledde sin ämbetsperiod med att färdigställa byggnationen av Sundby sjukhus, ett projekt påbörjat av Westmans företrädare Gustaf Wickman. Under sin ämbetsperiod ritade och färdigställde Carl Westman bland annat Sankta Maria Sjukhus i Helsingborg, Norrköpings lasarett, Röda korsets sjukhus och Beckomberga Sjukhus. Sjukhusen ritade av Westman kännetecknas av sina slammade tegel- eller putsfasaders nedtonade färgsättning och husens branta tak. Byggnaderna är sparsamt utsmyckade men samtidigt storslagna, i en stil som påminner om äldre svensk byggtradition. Detta kan anses ha sin förklaring i att Westman var en stor anhängare av det tidiga 1900-talets nationalromantik. Strax före sin död efterträddes Carl Westman av Hakon Ahlberg.

### Sinnessjukhus
Mellan 1905 och 1943 byggdes det 14 nya hospital och sinnessjukhus i Sverige efter att det rapporterats om bristande vårdplatser för sinnessjuka. De sinnessjukhus som upprättades vid sekelskiftet kom att utformas efter de tillvägagångssätt man under tidigt 1900-tal förespråkade. Intresset för patientens aktiviteter som växte fram under och kom att prägla 1800-talets psykiatriska vård hade ersattes med en passiviserad behandling där sängliggande premierades. Samtidigt förkastade man idén om att patienterna borde vara inspärrade i celler, då man ansåg att cellbehandlingen inte utgjorde någon form av egentlig vård. Istället blev det viktigt att ständigt övervaka patienten för att undvika att någon kom till skada. Cellbehandlingens avveckling innebar att man inte längre behövde smårum att isolera patienterna på sinnessjukhusen samtidigt som övervakningen krävde mer personal. Mellan 1900 och 1950 ökade antalet patienter på de olika psykiatriska vårdanstalterna från 4602 st vid seklets början till 32 821 år 1950. Vad gäller de sjukhus som upprättades blev idén om övervakningsavdelningar viktig även om byggnaderna skiljer sig åt efter de olika arkitekternas formspråk.

#### Socialvårdens planerings- och rationaliseringsinstitut
1938 grundades Centrala sjukhusarkivet som 1943 uppgick i centrala sjukvårdsberedningen (CSB) i syfte att standardisera sjukvården och sjukvårdens byggnader. Mot slutet av 40-talet övertog CSB byggnadsstyrelsens uppgift att granska alla sjukhusprojekt. Centrala sjukvårdsberedningen upphörde att existera 1967 och den 1 januari följande år övertogs myndighetens uppgifter av det, av Tage Erlander, nyinrättade sjukvårdens och socialvårdens planerings- och rationaliseringsinstitut, Spri. Parallellt med grundandet av SPRI etablerade regeringen Erlander också nämnden för sjukvårds- och socialbyggnader, NSB. Åtta år tidigare hade samma regering också skapat nämnden för undervisningssjukhusens byggande. Bakgrunden till grundandet av de tre myndigheterna var den upprustning av offentliga sektorn som inträffade efter andra världskriget i samband med den stora ekonomiska tillväxt Sverige såg under efterkrigstiden efter att ha varit en utomstående part i kriget. Fram till det att nämnden avvecklades 1989 hade NUU stort inflytande i hur undervisningssjukhusen planerades medan NSB förde ett närmare samarbete med Spri innan den nämnden också upphörde med sin verksamhet 1979. Mellan 1968 och 1989 publicerade Spri:s byggnadsavdelning 142 titlar i ämnet byggnadsplanering parallellt med att man gav råd och vägledning till sjukvårdens huvudmän vid byggnadsplanering av sjukvården. Fram till 1979, då NSB lades ner, godkände inte nämnden de byggnadsplaner som avvek från spri:s rådgivning, vilket gav institutionen en instrumentell roll i planeringen av sjukvården under denna period. Genomgående i spri:s råd var bland annat tillväxttron, vilken yttrade sig i framhävandet av utbyggbarhet som en viktig princip. Spri rekommenderade utifrån befolkningsunderlag, olika rapporter och konsultstöd från arkitektbyråer som White arkitekter, bland annat hur dispositionsplaner för sjukhusen borde se ut och hur operationsavdelningar borde utformas. Vad gäller den förstnämnda anges det i en rapport att de mindre sjukhusen inom landstigen förväntades rymma mellan 400 och 700 patienter medan centralsjukhusen skulle ha 800-1200 vårdplatser. Man räknade med att det per 100 000 invånare skulle behövas 500-600 vårdplatser. I rapporten disponerade man sjukvårdsområdets yta mellan vårdavdelningar, medicinsk service, mottagningar, övrig service och central förnöjningsenhet. Rapporten blev viktigt för såväl befintliga som nya sjukhus under 70-talet, bland annat Mölndals Sjukhus, Halmstads sjukhus och Norra Ängbys lasarett. De växande sjukhusen kom under 60- och 70-talet mer att efterlikna anläggningar där rationalisering och centralisering var viktiga principer. Denna modernisering var ekonomiskt fördelaktig samtidigt som vården blev allt mindre individanpassad med mat lagad i storkök och tvätt från centraltvätten. Sjukhusen planlades efter rondsystemet, en slags löpandebandprincip, där personalen tilldelades begränsade arbetsuppgifter i syfte att effektivisera arbetet. Av ekonomiska skäl och för att kunna möjliggöra utbyggnad rekommenderade spri modulanpassade planeringar. Än viktigare roll kom spri att spela i utformningen av operationsavdelningar. Spri menade i ett råd från 1972 att samtlig operationsverksamhet borde förläggas till en central operationsavdelning med 8 till 10 salar. I samma råd lade man fram förslaget att det borde finnas en särskild korridor för sterila verktyg och personal, vilket på tiden mottogs med skepsis. Under 1980-talet växte kritiken mot de kraftigt rationaliserade och storskaliga sjukhus som byggts under 60- och 70-talet. Framförallt under 80-talets senare del började man vidta små åtgärder för att förbättra den ogästvänliga sjukhusmiljön. Från att tidigare ha begränsats till stockholmsvitt och beigegrönt började man nu arbeta med en mer varierad färgsättning. 1989 lades spri:s byggnadsavdelning ner och därefter avtog myndighetens makt fram till att den fullständigt avvecklades 1999. Än idag finns det många operationsavdelningar som planerats efter de riktlinjer som presenterades av spri-rådet.

#### Epidemisjukhus och sanatorium

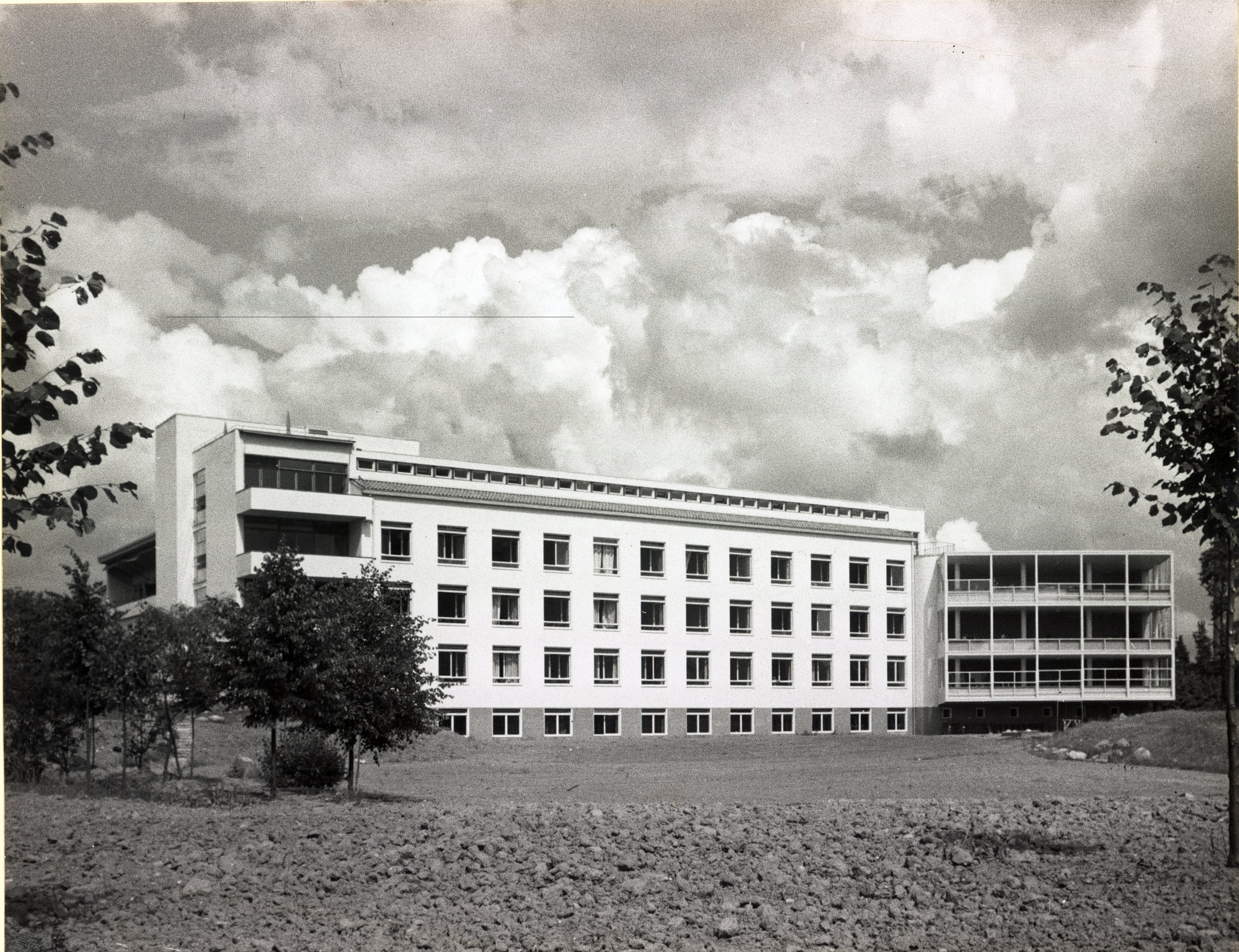
Centralsanatoriet i Uppsala ritat av Gustaf-Birch Lindgren och färdigställt 1937 är ett exempel på ett funktionalistiskt sanatorium.

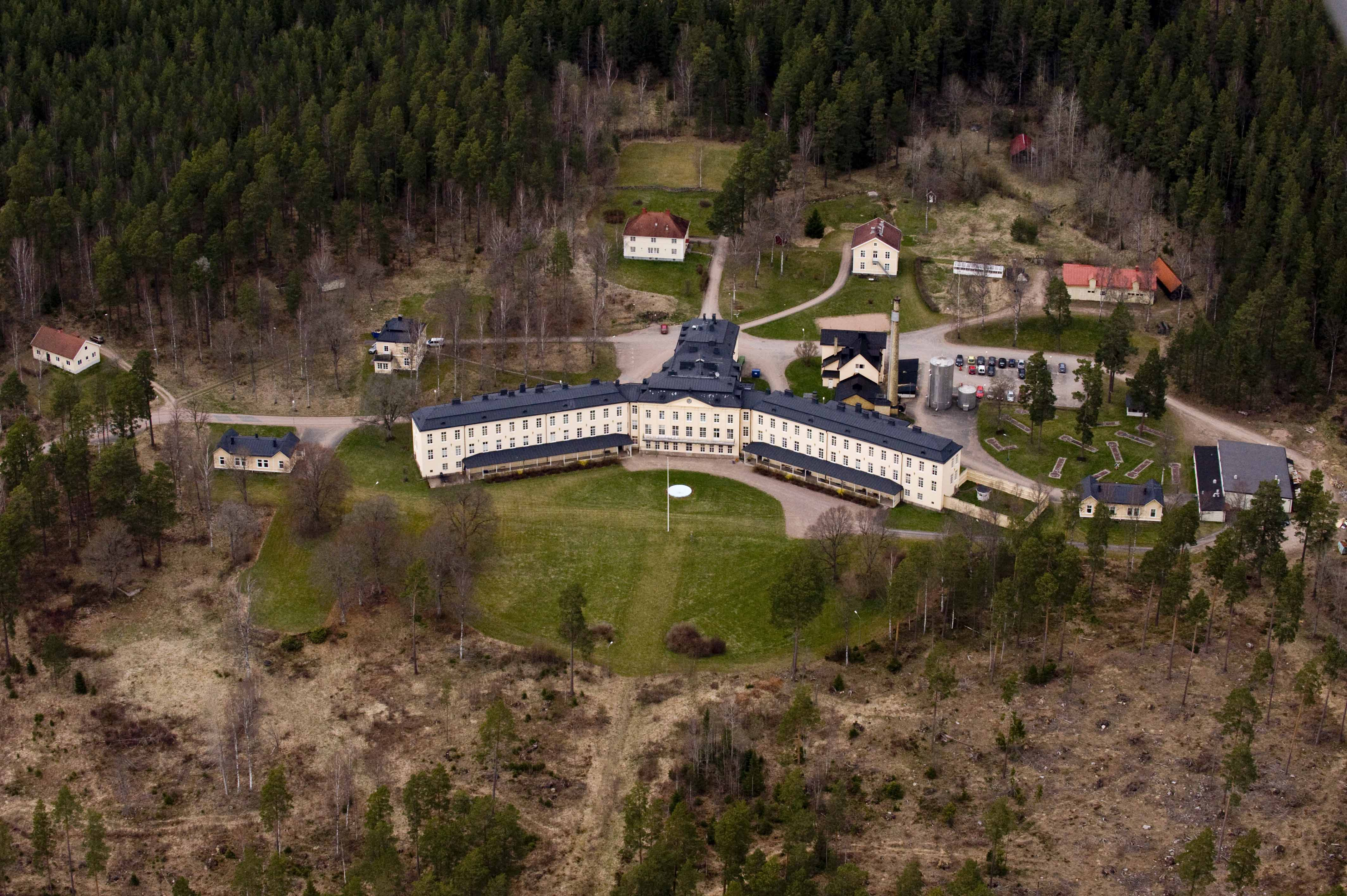
Hässleby sanatorium ritat av Axel Kumlien stod färdigt 1901 och är ett av de tre så kallade jubileumssanatorierna som uppfördes med medel ur Oscar II:s fond 1897.

1874 års hälsovårdsstadga och 1875 års epidemistadga fastställde att sjukhus för isolering av smittsjuka skulle finnas i varje stad. Dessa sjukhus kallades för epidemisjukhus och sett till funktionen var de lika de samtida sanatorierna, med skillnaden att sanatorierna begränsades till vård av tuberkulossjuka. Byggnationen av epidemisjukhus påbörjades redan under slutet av 1800-talet med epidemisjukhusen i Helsingborg och Roslagstull som nämnvärda exempel. Under 1910- och 20-talet tog byggnationen fart i kommunerna. Epidemisjukhusen var många och små och nästan i regel ritade av olika stadsarkitekter. Utformningen av epidemisjukhusen varierade med vissa uppförda i nationalromantisk stil och andra i funktionalistisk stil. Vid slutet av 20-talet började man sammanlänka epidemisjukhusen med lasaretten. Verksamheten förblev dock ungefär densamma fram tills att epidemisjukhusen efter andra världskriget avvecklades och under 60-talet i vissa fall omvandlades till infektionskliniker. Sveriges första sanatorium byggdes i Mörsil 1891. Då man ansåg att frisk luft var det bästa botemedlet mot tuberkulos förlades de cirka 60 sanatorier som byggdes fram till 1950-talet huvudsakligen i skogsområden utanför tätorter. Sanatoriernas utformning varierade, med vissa byggda efter korridorsystemet medan andra följde paviljongsystemet. Framförallt under början av 1900-talet kännetecknades sanatorierna av att huvudfasaden ofta saknade dörr. Detta berodde på att man inte ville störa patienterna som hade sin liggkur vid fasaderna vilka ofta var i söderläge och på så vis gav mycket solljus. 1908 bestämde riksdagen att landstingen skulle ta över ansvaret för sanatoriebyggandet. I och med detta uppstod länssanatorier som inte sällan blev traktens största byggnad. Till skillnad från de sanatorier byggda under sent 1800-tal och tidigt 1900-tal var länssanatorierna vanligtvis sparsamt dekorerade exteriört med slät putsfasad. Huvudfasaden var dock ofta väldigt lång för att rymma ligghallarna där patienterna vårdades. Byggnadernas planlösningar var av praktiska skäl symmetriska då man delade in män och kvinnor i separata avdelningar. Totalt sett hade sanatorierna flest vårdplatser 1944, 9104 stycken, men redan under 50-talet började institutionerna avvecklas då lungtuberkulosen inte längre var ett lika stort hot.

## Sjukhus i urval

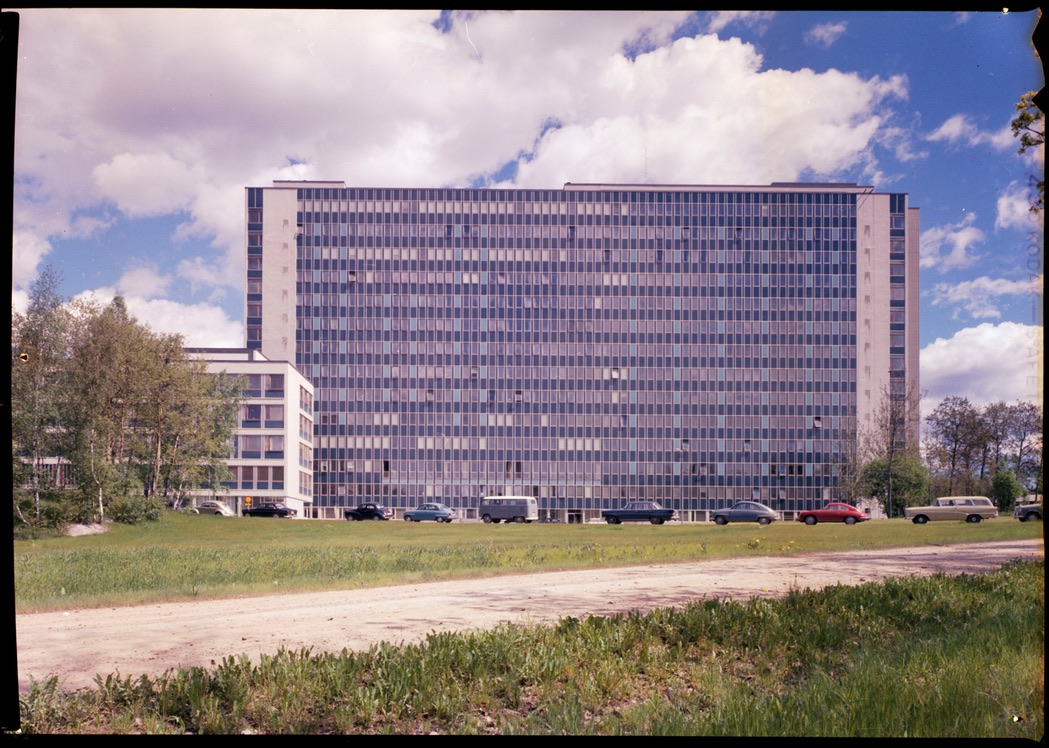
Danderyds sjukhus                                                                                       (Ombyggd 1945, Folke Löfström)
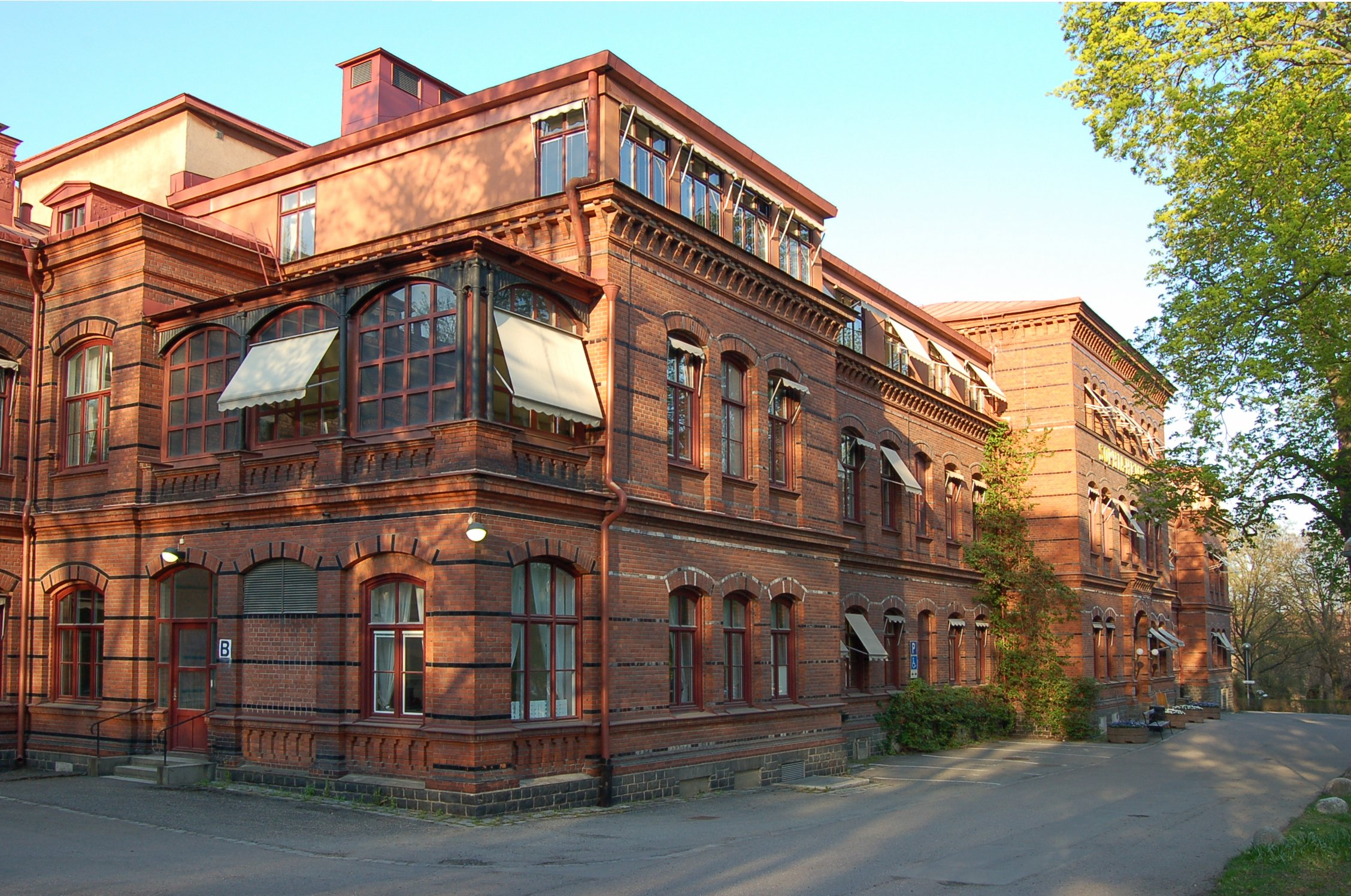
Sophiahemmet                                                                             (1889, Axel Kumlien)
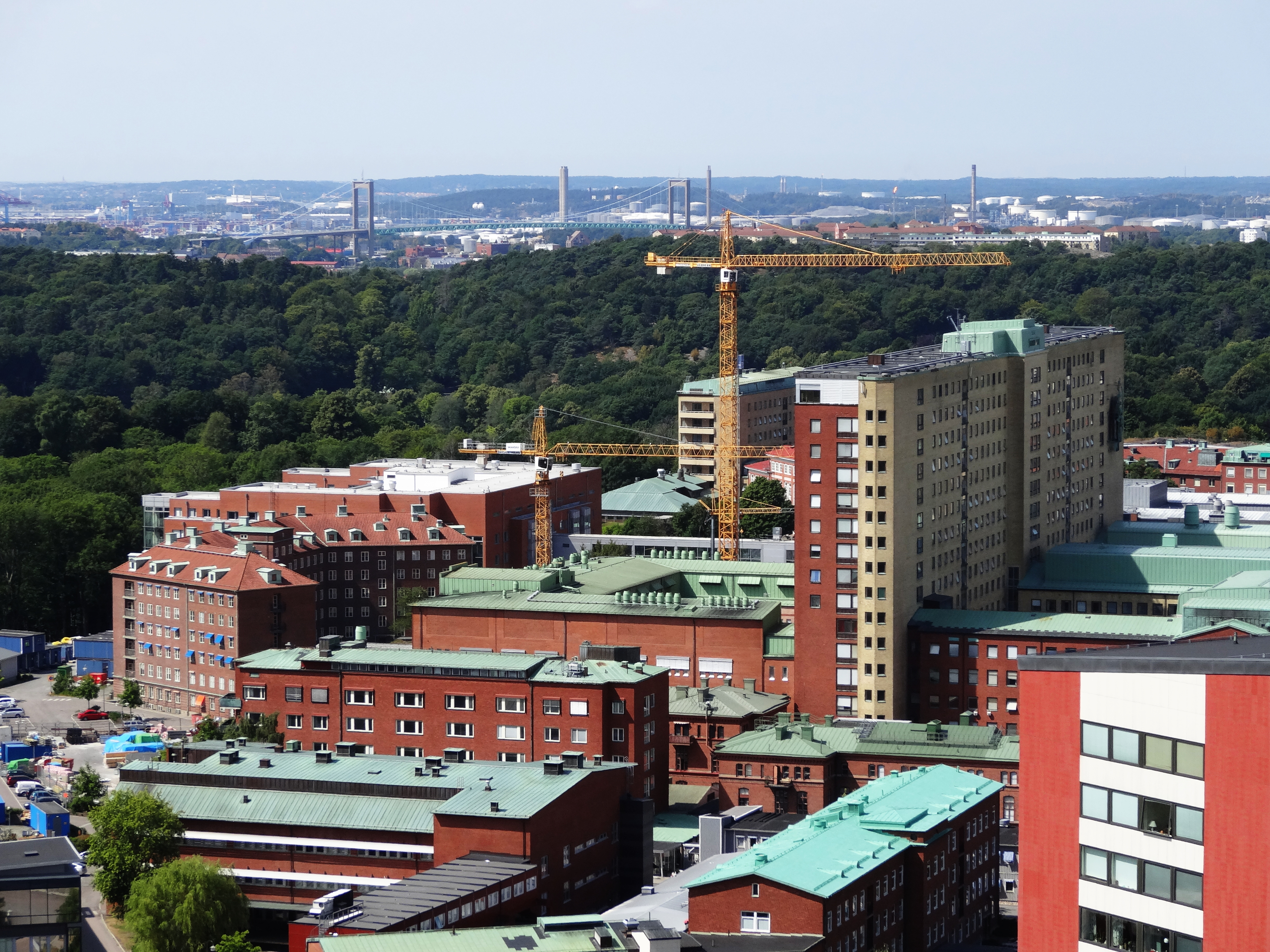
Sahlgrenska Universitetssjukhuset                                                             (1782, Victor von Gegerfelt)